# Thomas Barker (matematiker)
Thomas Barker, född 9 september 1838 i Balgonie nära Aberdeen, död 20 november 1907 i Buxton, var en skotsk matematiker som var professor i ren matematik vid Owens College i Manchester under tjugo år, från 1865 till 1885.
Bland Barkers elever märks John Hopkinson, John Henry Poynting, Arthur Schuster och J.J. Thomson.
Barker intresserade sig även för botanik, speciellt mossor. Han testamenterade grunden till en professorstjänst i kryptogambotanik vid manchesteruniversitetet och till stipendier för botanik- och matematikstudenter.